# Grada (voornaam)
Grada is een vrouwelijke voornaam van Germaanse afkomst. De voornaam is afgeleid van de voornaam Gerard. De achternaam Grada is afkomstig uit Ierland.
De naam is samengesteld uit 'ger' (speer), en 'hard’ (sterk, stevig) en betekent dus ‘sterk met de speer’. In 2014 kwam de naam in Nederland 4101 maal voor als eerste naam en 3973 keer als tweede naam.
De naam komt in heel Nederland voor, maar vooral in Gelderland en Overijssel. De naam wordt in Nederland gebruikt sinds midden achttiende eeuw en werd tot de Tweede Wereldoorlog vaak gegeven. Vanaf 1980 raakte de naam in onbruik.

## Bekende naamdraagsters
- Grada Eding-Askes, Drents toneelschrijfster
- Grada Kilomba, Portugese psychologe en schrijfster
- Grada Hermina Marius, Nederlands schilder, kunstcriticus
- Grada van Wessel, Nederlandse kunstenares
- Grada Wolffensperger, architecte

als variant
- Gra Rueb , beeldhouwster en medailleur